# テリルス
テリルス（ギリシア語: Τήριλλος; fl. 紀元前5世紀前期）はクリニップスの息子でシケリア（シチリア）のヒメラの僭主。
テリルスがいかにして権力を獲得したかは不明である。また、彼がヒメラを統治した期間を伝える記録もない。というより、テリルスに関して分かっていることは、他の有名な歴史的出来事に関連したもののみである。
テリルスはヒメラの僭主としての権力を、娘のキディッペをレギオン（現在のレッジョ・ディ・カラブリア）の僭主アナクシラスに嫁がせることにより、より強固なものにしようとした。テルリスはカルタゴの将軍で王であるハミルカルと良好な関係を築いた。
このため、テルリスがアクラガス（現在のアグリジェント）の僭主テロンによってヒメラから追放されると、テリルスはカルタゴの支援を求めた。彼の義理の息子のアナクシラスは、自身の子息をカルタゴに人質として差し出すことを提案した。それに応えて、カルタゴはテルリスのヒメラでの権力を回復させることを決定した。それだけではなく、テリルスの要請をシケリアでの自身の勢力の拡大に用いることとした。このためテロンによるテルリスの追放は、ハミルカルが率いるカルタゴ軍の大規模なシケリア遠征をもたらし、シケリアのギリシア都市はその脅威にさらされることとなった。しかし紀元前480年にカルタゴ軍はヒメラの戦いでテロンとシュラクサイの僭主ゲロンに奇襲されて大敗した。
この敗北の後のテリルスの運命に関しては、何も知られていない。